# Mistrzostwa Świata w Hokeju na Lodzie Kobiet 2018/I Dywizja
Mistrzostwa Świata w Hokeju na Lodzie Kobiet I Dywizji 2018 rozegrane zostały w dniach 8–14 kwietnia (Grupa A) i (Grupa B).
Do mistrzostw I Dywizji przystąpiło 12 zespołów, które zostały podzielone na dwie grupy po 6 zespołów. Zgodnie z formatem zawody I Dywizji odbyły się w dwóch grupach: Grupa A we Francji (Vaujany), zaś grupa B we Włoszech (Asiago). Reprezentacje rywalizowały systemem każdy z każdym.
Hale, w których zorganizowano zawody:
- Vaujany Arena w Vaujany – Dywizja IA;
- Pala Hodegart w Asiago – Dywizja IB

## Grupa A

### Zasady awansu do turnieju elity
Do mistrzostw świata elity w 2019 z Grupy A awansował zwycięzca turnieju. Najlepsza drużyna turnieju w Grupie B grała rok później w Dywizji A. W tym sezonie nie było spadków do niższych dywizji.
| 8 kwietnia 2018 | Słowacja | 3:2 | Austria | Vaujany Arena, Vaujany |

| Szczegóły      | Szczegóły                                                             | Szczegóły       | Szczegóły                                   | Szczegóły                                                                                      |
| -------------- | --------------------------------------------------------------------- | --------------- | ------------------------------------------- | ---------------------------------------------------------------------------------------------- |
| Godzina: 12:30 | L. Curmova (PP) 28:55 J. Matejkova (EQ) 36:17 I. Klimasova (EQ) 50:56 | (0:1, 2:0, 1:1) | 02:02 (EQ) D. Altmann 42:07 (EQ) D. Altmann | Widzów: 70 Sędzia główny: Henna Aberg Sędziowie liniowi: Anne-Sophie Boniface Stephanie Gagnon |
| Godzina: 12:30 | 4 min. kar                                                            |                 | 10 min. kar                                 | Widzów: 70 Sędzia główny: Henna Aberg Sędziowie liniowi: Anne-Sophie Boniface Stephanie Gagnon |

| 8 kwietnia 2018 | Francja | 3:2 | Dania | Vaujany Arena, Vaujany |

| Szczegóły      | Szczegóły                                                      | Szczegóły       | Szczegóły                             | Szczegóły                                                                                    |
| -------------- | -------------------------------------------------------------- | --------------- | ------------------------------------- | -------------------------------------------------------------------------------------------- |
| Godzina: 16:00 | B. Jouanny (EQ) 16:16 E. Duvin (EQ) 52:23 C. Aurard (EQ) 59:09 | (1:1, 0:1, 2:0) | 10:46 (PP) S. Glud 38:18 (EQ) S. Glud | Widzów: 709 Sędzia główny: Kristine Langley Sędziowie liniowi: Michaela Kudelova Sara Strong |
| Godzina: 16:00 | 12 min. kar                                                    |                 | 10 min. kar                           | Widzów: 709 Sędzia główny: Kristine Langley Sędziowie liniowi: Michaela Kudelova Sara Strong |

| 8 kwietnia 2018 | Węgry | 5:4 | Norwegia | Vaujany Arena, Vaujany |

| Szczegóły      | Szczegóły                                                                                               | Szczegóły       | Szczegóły                                                                                     | Szczegóły                                                                                                |
| -------------- | --- | --------------- | --------------------------------------------------------------------------------------------- | --- |
| Godzina: 19:30 | A. Nooren (EQ) 01:28 A. Kiss (EQ) 31:43 R. Dabasi (EQ) 32:50 J. Grković (PP) 41:41 A. Huszak (PP) 49:28 | (1:0, 2:3, 2:1) | 20:14 (EQ) L. Bialik 23:08 (EQ) S. Fjellvang 30:14 (EQ) L. Tendenes 50:45 (EQ) M. Haug Hansen | Widzów: 107 Sędzia główny: Meghan Mactavish Sędziowie liniowi: Jessica Lundgren Sueva Torribio Rousselin |
| Godzina: 19:30 | 6 min. kar                                                                                              |                 | 8 min. kar                                                                                    | Widzów: 107 Sędzia główny: Meghan Mactavish Sędziowie liniowi: Jessica Lundgren Sueva Torribio Rousselin |

| 9 kwietnia 2018 | Dania | 6:3 | Słowacja | Vaujany Arena, Vaujany |

| Szczegóły      | Szczegóły | Szczegóły       | Szczegóły                                                               | Szczegóły                                                                            |
| -------------- | --- | --------------- | ----------------------------------------------------------------------- | ------------------------------------------------------------------------------------ |
| Godzina: 12:30 | J. Gregersen (EQ) 07:36 M. Brix (EQ) 15:06 S. Glud (EQ) 30:35 J. Jakobsen (EQ) 36:07 S. Glud (PP) 43:26 S. Glud (EQ) 56:20 | (2:1, 2:2, 2:0) | 04:55 (EQ) J. Matejkova 29:04 (EQ) I. Klimasova 37:02 (PP) T. Istocyova | Widzów: 168 Sędzia główny: Henna Aberg Sędziowie liniowi: Jenni Jaatinen Sara Strong |
| Godzina: 12:30 | 12 min. kar |                 | 12 min. kar                                                             | Widzów: 168 Sędzia główny: Henna Aberg Sędziowie liniowi: Jenni Jaatinen Sara Strong |

| 9 kwietnia 2018 | Austria | 6:4 | Węgry | Vaujany Arena, Vaujany |

| Szczegóły      | Szczegóły | Szczegóły       | Szczegóły                                                                                    | Szczegóły                                                                                                |
| -------------- | --- | --------------- | -------------------------------------------------------------------------------------------- | --- |
| Godzina: 16:00 | D. Altmann (EQ) 29:10 T. Schafzahl (PP) 32:09 A. Meixner (EQ) 34:28 E.-M. Verworner (EQ) 36:54 J. Weber (PP) 38:40 E. M. Beiter Schwarzler (EQ) 55:06 | (0:2, 5:1, 1:1) | 05:34 (EQ) A. Nooren 19:38 (EQ) F. Gasparics 35:26 (EQ) F. Gasparics 57:31 (EQ) F. Gasparics | Widzów: 189 Sędzia główny: Kristine Langley Sędziowie liniowi: Jessica Lundgren Sueva Torribio Rousselin |
| Godzina: 16:00 | 6 min. kar |                 | 8 min. kar                                                                                   | Widzów: 189 Sędzia główny: Kristine Langley Sędziowie liniowi: Jessica Lundgren Sueva Torribio Rousselin |

| 9 kwietnia 2018 | Norwegia | 2:1 | Francja | Vaujany Arena, Vaujany |

| Szczegóły      | Szczegóły                               | Szczegóły       | Szczegóły             | Szczegóły                                                                                     |
| -------------- | --------------------------------------- | --------------- | --------------------- | --------------------------------------------------------------------------------------------- |
| Godzina: 19:30 | A. Dalen (PP) 02:36 A. Dalen (SH) 32:49 | (1:0, 1:0, 0:1) | 53:35 (PP) L. Baudrit | Widzów: 799 Sędzia główny: Ramona Weiss Sędziowie liniowi: Stephanie Gagnon Michaela Kudelova |
| Godzina: 19:30 | 14 min. kar                             |                 | 6 min. kar            | Widzów: 799 Sędzia główny: Ramona Weiss Sędziowie liniowi: Stephanie Gagnon Michaela Kudelova |

| 11 kwietnia 2018 | Norwegia | 0:1 | Dania | Vaujany Arena, Vaujany |

| Szczegóły      | Szczegóły   | Szczegóły       | Szczegóły          | Szczegóły                                                                                       |
| -------------- | ----------- | --------------- | ------------------ | ----------------------------------------------------------------------------------------------- |
| Godzina: 12:30 |             | (0:0, 0:0, 0:1) | 48:26 (EQ) S. Glud | Widzów: 143 Sędzia główny: Henna Aberg Sędziowie liniowi: Anne-Sophie Boniface Jessica Lundgren |
| Godzina: 12:30 | 10 min. kar |                 | 10 min. kar        | Widzów: 143 Sędzia główny: Henna Aberg Sędziowie liniowi: Anne-Sophie Boniface Jessica Lundgren |

| 11 kwietnia 2018 | Słowacja | 1:8 | Węgry | Vaujany Arena, Vaujany |

| Szczegóły      | Szczegóły               | Szczegóły       | Szczegóły | Szczegóły                                                                                       |
| -------------- | ----------------------- | --------------- | --- | ----------------------------------------------------------------------------------------------- |
| Godzina: 16:00 | T. Istocyova (PP) 52:49 | (0:3, 0:2, 1:3) | 07:43 (EQ) A. Huszak 16:17 (EQ) A. Huszak 18:12 (EQ) A. Huszak 35:30 (EQ) F. Gasparics 36:29 (EQ) A. Nooren 44:35 (EQ) A. Gowie 48:43 (PP2) T. Horvath 51:02 (PP) R. Ungar | Widzów: 206 Sędzia główny: Ramona Weiss Sędziowie liniowi: Sara Strong Sueva Torribio Rousselin |
| Godzina: 16:00 | 20 min. kar             |                 | 4 min. kar | Widzów: 206 Sędzia główny: Ramona Weiss Sędziowie liniowi: Sara Strong Sueva Torribio Rousselin |

| 11 kwietnia 2018 | Austria | 2:3 | Francja | Vaujany Arena, Vaujany |

| Szczegóły      | Szczegóły                                      | Szczegóły       | Szczegóły                                                         | Szczegóły                                                                                      |
| -------------- | ---------------------------------------------- | --------------- | ----------------------------------------------------------------- | ---------------------------------------------------------------------------------------------- |
| Godzina: 19:30 | T. Grascher (EQ) 02:03 T. Schafzahl (EQ) 02:51 | (2:1, 0:1, 0:1) | 09:17 (EQ) C. Aurard 26:15 (PP) G. Gendarme 59:55 (PP) E. Passard | Widzów: 800 Sędzia główny: Kristine Langley Sędziowie liniowi: Stephanie Gagnon Jenni Jaatinen |
| Godzina: 19:30 | 44 min. kar                                    |                 | 14 min. kar                                                       | Widzów: 800 Sędzia główny: Kristine Langley Sędziowie liniowi: Stephanie Gagnon Jenni Jaatinen |

| 13 kwietnia 2018 | Dania | 5:6 | Austria | Vaujany Arena, Vaujany |

| Szczegóły      | Szczegóły | Szczegóły       | Szczegóły | Szczegóły                                                                                           |
| -------------- | --- | --------------- | --- | --------------------------------------------------------------------------------------------------- |
| Godzina: 12:30 | J. Jakobsen (EQ) 02:37 N. Jensen (PP) 09:27 N. Jensen (EQ) 15:27 N. Jensen (EQ) 24:05 J. Gregersen (PP) 58:49 | (3:3, 1:2, 1:1) | 01:17 (EQ) A. Hanser 14:00 (PP) D. Altmann 19:45 (EQ) S. Volgger 27:48 (EQ) E. M. Beiter Schwarzler 37:52 (EQ) A. Meixner 43:26 (EQ) E. M. Beiter Schwarzler | Widzów: 92 Sędzia główny: Ramona Weiss Sędziowie liniowi: Jessica Lundgren Sueva Torribio Rousselin |
| Godzina: 12:30 | 10 min. kar                                                                                                   |                 | 10 min. kar | Widzów: 92 Sędzia główny: Ramona Weiss Sędziowie liniowi: Jessica Lundgren Sueva Torribio Rousselin |

| 13 kwietnia 2018 | Norwegia | 1:0 | Słowacja | Vaujany Arena, Vaujany |

| Szczegóły      | Szczegóły             | Szczegóły       | Szczegóły  | Szczegóły                                                                                          |
| -------------- | --------------------- | --------------- | ---------- | -------------------------------------------------------------------------------------------------- |
| Godzina: 16:00 | M. Fischer (EQ) 25:16 | (0:0, 1:0, 0:0) |            | Widzów: 268 Sędzia główny: Meghan Mactavish Sędziowie liniowi: Anne-Sophie Boniface Jenni Jaatinen |
| Godzina: 16:00 | 6 min. kar            |                 | 4 min. kar | Widzów: 268 Sędzia główny: Meghan Mactavish Sędziowie liniowi: Anne-Sophie Boniface Jenni Jaatinen |

| 13 kwietnia 2018 | Węgry | 1:2 | Francja | Vaujany Arena, Vaujany |

| Szczegóły      | Szczegóły            | Szczegóły       | Szczegóły                               | Szczegóły                                                                               |
| -------------- | -------------------- | --------------- | --------------------------------------- | --------------------------------------------------------------------------------------- |
| Godzina: 19:30 | A. Huszak (PP) 18:45 | (1:1, 0:1, 0:0) | 15:10 (PP) E. Duvin 29:34 (EQ) E. Duvin | Widzów: 800 Sędzia główny: Henna Aberg Sędziowie liniowi: Michaela Kudelova Sara Strong |
| Godzina: 19:30 | 6 min. kar           |                 | 4 min. kar                              | Widzów: 800 Sędzia główny: Henna Aberg Sędziowie liniowi: Michaela Kudelova Sara Strong |

| 14 kwietnia 2018 | Austria | 3:0 | Norwegia | Vaujany Arena, Vaujany |

| Szczegóły      | Szczegóły                                                         | Szczegóły       | Szczegóły  | Szczegóły                                                                                        |
| -------------- | ----------------------------------------------------------------- | --------------- | ---------- | ------------------------------------------------------------------------------------------------ |
| Godzina: 12:30 | T. Grascher (EQ) 31:29 A. Hanser (EQ) 31:49 S. Volgger (EQ) 48:38 | (0:0, 2:0, 1:0) |            | Widzów: 102 Sędzia główny: Henna Aberg Sędziowie liniowi: Anne-Sophie Boniface Michaela Kudelova |
| Godzina: 12:30 | 0 min. kar                                                        |                 | 6 min. kar | Widzów: 102 Sędzia główny: Henna Aberg Sędziowie liniowi: Anne-Sophie Boniface Michaela Kudelova |

| 14 kwietnia 2018 | Dania | 0:3 | Węgry | Vaujany Arena, Vaujany |

| Szczegóły      | Szczegóły  | Szczegóły       | Szczegóły                                                       | Szczegóły                                                                                      |
| -------------- | ---------- | --------------- | --------------------------------------------------------------- | ---------------------------------------------------------------------------------------------- |
| Godzina: 16:00 |            | (0:1, 0:2, 0:0) | 16:59 (EQ) A. Kiss 27:11 (EQ) F. Gasparics 35:35 (EQ) A. Huszak | Widzów: 148 Sędzia główny: Meghan Mactavish Sędziowie liniowi: Stephanie Gagnon Jenni Jaatinen |
| Godzina: 16:00 | 6 min. kar |                 | 6 min. kar                                                      | Widzów: 148 Sędzia główny: Meghan Mactavish Sędziowie liniowi: Stephanie Gagnon Jenni Jaatinen |

| 14 kwietnia 2018 | Francja | 7:1 | Słowacja | Vaujany Arena, Vaujany |

| Szczegóły      | Szczegóły | Szczegóły       | Szczegóły              | Szczegóły                                                                                   |
| -------------- | --- | --------------- | ---------------------- | ------------------------------------------------------------------------------------------- |
| Godzina: 19:30 | C. Aurard (EQ) 03:37 C. Rozier (EQ) 05:15 M. Desvignes (EQ) 07:57 C. Aurard (EQ) 27:02 A. Cuasnet (SH) 32:54 L. Baudrit (SH) 33:23 L. Baudrit (SH) 34:36 | (3:0, 4:1, 0:0) | 31:05 (EQ) N. Rumanova | Widzów: 800 Sędzia główny: Kristine Langley Sędziowie liniowi: Jessica Lundgren Sara Strong |
| Godzina: 19:30 | 33 min. kar |                 | 14 min. kar            | Widzów: 800 Sędzia główny: Kristine Langley Sędziowie liniowi: Jessica Lundgren Sara Strong |

Tabela
| Lp. | Zespół   | M | Pkt | Z | Zd | Pd | P | G+ | G- | +/− |
| --- | -------- | - | --- | - | -- | -- | - | -- | -- | --- |
| 1.  | Francja  | 5 | 12  | 4 | 0  | 0  | 1 | 16 | 8  | +8  |
| 2   | Austria  | 5 | 9   | 3 | 0  | 0  | 2 | 19 | 15 | +4  |
| 3   | Węgry    | 5 | 9   | 3 | 0  | 0  | 2 | 21 | 13 | +8  |
| 4   | Dania    | 5 | 6   | 2 | 0  | 0  | 3 | 14 | 15 | -1  |
| 5   | Norwegia | 5 | 6   | 2 | 0  | 0  | 3 | 7  | 10 | -3  |
| 6   | Słowacja | 5 | 3   | 1 | 0  | 0  | 4 | 8  | 24 | -16 |

    = awans do elity     = utrzymanie w I dywizji grupy A
Statystyki indywidualne
- Klasyfikacja strzelców:  Fanni Gasparics/ Silke Glud/ Alexandra Huszak
- Klasyfikacja asystentów:  Josefine Jakobsen
- Klasyfikacja kanadyjska:  Fanni Gasparics
- Klasyfikacja +/-:  Silke Glud
- Klasyfikacja skuteczności interwencji bramkarzy:  Ena Nystrom
- Klasyfikacja średniej goli straconych na mecz bramkarzy:  Ena Nystrom

Nagrody indywidualne
Dyrektoriat turnieju wybrał trójkę najlepszych zawodników na każdej pozycji:
- Bramkarz:  Ena Nystrom
- Obrońca:  Gwendoline Gendarme
- Napastnik:  Fanni Gasparics

## Grupa B
| 8 kwietnia 2018 | Korea Południowa | 2:1 pd. | Kazachstan | Pala Hodegart, Asiago |

| Szczegóły      | Szczegóły                               | Szczegóły            | Szczegóły         | Szczegóły                                                                                   |
| -------------- | --------------------------------------- | -------------------- | ----------------- | ------------------------------------------------------------------------------------------- |
| Godzina: 13:30 | Kim S. L. (PP) 31:09 Park Y. (EQ) 64:54 | (0:0, 1:0, 0:1, 1:0) | 59:41 (EQ) A. Fux | Widzów: 150 Sędzia główny: Henna-Maria Koivuluoma Sędziowie liniowi: Mirjam Gruber Amy Lack |
| Godzina: 13:30 | 12 min. kar                             |                      | 6 min. kar        | Widzów: 150 Sędzia główny: Henna-Maria Koivuluoma Sędziowie liniowi: Mirjam Gruber Amy Lack |

| 8 kwietnia 2018 | Polska | 0:4 | Chiny | Pala Hodegart, Asiago |

| Szczegóły      | Szczegóły  | Szczegóły       | Szczegóły                                                                | Szczegóły                                                                              |
| -------------- | ---------- | --------------- | ------------------------------------------------------------------------ | -------------------------------------------------------------------------------------- |
| Godzina: 17:00 |            | (0:0, 0:2, 0:2) | 28:59 (EQ) Wen L. 32:37 (EQ) Fang X. 42:02 (EQ) Yu B. 47:55 (EQ) Fang X. | Widzów: 300 Sędzia główny: Laura White Sędziowie liniowi: Tanja Cadonau Stephanie Cole |
| Godzina: 17:00 | 4 min. kar |                 | 2 min. kar                                                               | Widzów: 300 Sędzia główny: Laura White Sędziowie liniowi: Tanja Cadonau Stephanie Cole |

| 8 kwietnia 2018 | Włochy | 5:1 | Łotwa | Pala Hodegart, Asiago |

| Szczegóły      | Szczegóły | Szczegóły       | Szczegóły             | Szczegóły                                                                                        |
| -------------- | --- | --------------- | --------------------- | ------------------------------------------------------------------------------------------------ |
| Godzina: 20:30 | C. Salleta (EQ) 06:25 L. de Rocco (SH) 20:36 A. de la Forest de Divonne (EQ) 30:32 F. Galtieri (EQ) 37:16 A. de la Forest de Divonne (EQ) 43:21 | (1:0, 3:0, 1:1) | 55:33 (EQ) A. Kublina | Widzów: 150 Sędzia główny: Radka Ruzickova Sędziowie liniowi: Magdalena Cerhitova Senovwa Mollen |
| Godzina: 20:30 | 8 min. kar |                 | 6 min. kar            | Widzów: 150 Sędzia główny: Radka Ruzickova Sędziowie liniowi: Magdalena Cerhitova Senovwa Mollen |

| 9 kwietnia 2018 | Łotwa | 2:1 | Polska | Pala Hodegart, Asiago |

| Szczegóły      | Szczegóły                                      | Szczegóły       | Szczegóły             | Szczegóły                                                                                  |
| -------------- | ---------------------------------------------- | --------------- | --------------------- | ------------------------------------------------------------------------------------------ |
| Godzina: 13:30 | S. Ozmena (PP2) 38:43 K. N. Jipcaka (EQ) 56:45 | (0:0, 1:0, 1:1) | 48:46 (EQ) O. Tomczok | Widzów: 60 Sędzia główny: Laura White Sędziowie liniowi: Magdalena Cerhitova Mirjam Gruber |
| Godzina: 13:30 | 12 min. kar                                    |                 | 16 min. kar           | Widzów: 60 Sędzia główny: Laura White Sędziowie liniowi: Magdalena Cerhitova Mirjam Gruber |

| 9 kwietnia 2018 | Chiny | 2:1 | Korea Południowa | Pala Hodegart, Asiago |

| Szczegóły      | Szczegóły                            | Szczegóły       | Szczegóły          | Szczegóły                                                                            |
| -------------- | ------------------------------------ | --------------- | ------------------ | ------------------------------------------------------------------------------------ |
| Godzina: 17:00 | Hou Y. (EQ) 26:25 Fang X. (EQ) 39:27 | (0:0, 2:1, 0:0) | 29:08 (EQ) Choi J. | Widzów: 90 Sędzia główny: Vanessa C. Morin Sędziowie liniowi: Amy Lack Kristin Moore |
| Godzina: 17:00 | 6 min. kar                           |                 | 4 min. kar         | Widzów: 90 Sędzia główny: Vanessa C. Morin Sędziowie liniowi: Amy Lack Kristin Moore |

| 9 kwietnia 2018 | Kazachstan | 1:4 | Włochy | Pala Hodegart, Asiago |

| Szczegóły      | Szczegóły                   | Szczegóły       | Szczegóły                                                                                | Szczegóły                                                                                         |
| -------------- | --------------------------- | --------------- | ---------------------------------------------------------------------------------------- | ------------------------------------------------------------------------------------------------- |
| Godzina: 20:30 | M. Ałdabergenowa (EQ) 27:31 | (0:0, 1:2, 0:2) | 31:26 (EQ) E. Dalpra 36:40 (PP) N. Mattivi 41:31 (EQ) S. Carignano 45:34 (EQ) C. Salleta | Widzów: 150 Sędzia główny: Henna-Maria Koivuluoma Sędziowie liniowi: Tanja Cadonau Senovwa Mollen |
| Godzina: 20:30 | 6 min. kar                  |                 | 10 min. kar                                                                              | Widzów: 150 Sędzia główny: Henna-Maria Koivuluoma Sędziowie liniowi: Tanja Cadonau Senovwa Mollen |

| 11 kwietnia 2018 | Łotwa | 2:1 | Chiny | Pala Hodegart, Asiago |

| Szczegóły      | Szczegóły                                   | Szczegóły       | Szczegóły         | Szczegóły                                                                                |
| -------------- | ------------------------------------------- | --------------- | ----------------- | ---------------------------------------------------------------------------------------- |
| Godzina: 13:30 | L. Miljone (PP) 44:22 L. Miljone (PP) 53:15 | (0:0, 0:1, 2:0) | 20:51 (EQ) Hou Y. | Widzów: 80 Sędzia główny: Radka Ruzickova Sędziowie liniowi: Tanja Cadonau Mirjam Gruber |
| Godzina: 13:30 | 6 min. kar                                  |                 | 10 min. kar       | Widzów: 80 Sędzia główny: Radka Ruzickova Sędziowie liniowi: Tanja Cadonau Mirjam Gruber |

| 11 kwietnia 2018 | Kazachstan | 4:3 | Polska | Pala Hodegart, Asiago |

| Szczegóły      | Szczegóły                                                                                      | Szczegóły       | Szczegóły                                                               | Szczegóły                                                                             |
| -------------- | ---------------------------------------------------------------------------------------------- | --------------- | ----------------------------------------------------------------------- | ------------------------------------------------------------------------------------- |
| Godzina: 17:00 | A. Szegebajewa (EQ) 01:34 M. Ałdabergenowa (EQ) 12:42 D. Mołdabaj (PP) 33:03 A. Fux (EQ) 34:39 | (2:2, 2:1, 0:0) | 07:01 (SH) K. Późniewska 19:44 (EQ) M. Czaplik 28:05 (PP) J. Strzelecka | Widzów: 75 Sędzia główny: Vanessa C. Morin Sędziowie liniowi: Amy Lack Senovwa Mollen |
| Godzina: 17:00 | 6 min. kar                                                                                     |                 | 6 min. kar                                                              | Widzów: 75 Sędzia główny: Vanessa C. Morin Sędziowie liniowi: Amy Lack Senovwa Mollen |

| 11 kwietnia 2018 | Korea Południowa | 3:2 | Włochy | Pala Hodegart, Asiago |

| Szczegóły      | Szczegóły                                                | Szczegóły       | Szczegóły                                   | Szczegóły                                                                              |
| -------------- | -------------------------------------------------------- | --------------- | ------------------------------------------- | -------------------------------------------------------------------------------------- |
| Godzina: 20:30 | Park J. (EQ) 12:33 Park C. (EQ) 57:03 Park C. (EQ) 58:11 | (1:1, 0:0, 2:1) | 14:21 (PP2) N. Mattivi 42:02 (SH) E. Dalpra | Widzów: 150 Sędzia główny: Laura White Sędziowie liniowi: Stephanie Cole Kristin Moore |
| Godzina: 20:30 | 18 min. kar                                              |                 | 10 min. kar                                 | Widzów: 150 Sędzia główny: Laura White Sędziowie liniowi: Stephanie Cole Kristin Moore |

| 12 kwietnia 2018 | Chiny | 0:3 | Kazachstan | Pala Hodegart, Asiago |

| Szczegóły      | Szczegóły  | Szczegóły       | Szczegóły                                                         | Szczegóły                                                                                       |
| -------------- | ---------- | --------------- | ----------------------------------------------------------------- | ----------------------------------------------------------------------------------------------- |
| Godzina: 13:30 |            | (0:0, 0:0, 0:3) | 52:14 (EQ) M. Ryspek 56:29 (EQ) Z. Tuchtiewa 59:27 (EQ) M. Ryspek | Widzów: 60 Sędzia główny: Vanessa C. Morin Sędziowie liniowi: Magdalena Cerhitova Kristin Moore |
| Godzina: 13:30 | 2 min. kar |                 | 0 min. kar                                                        | Widzów: 60 Sędzia główny: Vanessa C. Morin Sędziowie liniowi: Magdalena Cerhitova Kristin Moore |

| 12 kwietnia 2018 | Łotwa | 1:5 | Korea Południowa | Pala Hodegart, Asiago |

| Szczegóły      | Szczegóły                 | Szczegóły       | Szczegóły                                                                                        | Szczegóły                                                                                        |
| -------------- | ------------------------- | --------------- | ------------------------------------------------------------------------------------------------ | ------------------------------------------------------------------------------------------------ |
| Godzina: 17:00 | A. K. Lagzdina (EQ) 54:26 | (0:1, 0:2, 1:2) | 05:53 (EQ) Park J. 20:53 (PP) Im D. 33:00 (EQ) K. Heewon 50:25 (EQ) Park J. 59:50 (PP) Han S. J. | Widzów: 80 Sędzia główny: Henna-Maria Koivuluoma Sędziowie liniowi: Tanja Cadonau Senovwa Mollen |
| Godzina: 17:00 | 6 min. kar                |                 | 4 min. kar                                                                                       | Widzów: 80 Sędzia główny: Henna-Maria Koivuluoma Sędziowie liniowi: Tanja Cadonau Senovwa Mollen |

| 12 kwietnia 2018 | Włochy | 2:1 | Polska | Pala Hodegart, Asiago |

| Szczegóły      | Szczegóły                                                  | Szczegóły       | Szczegóły                | Szczegóły                                                                             |
| -------------- | ---------------------------------------------------------- | --------------- | ------------------------ | ------------------------------------------------------------------------------------- |
| Godzina: 20:30 | E. Dalpra (EQ) 14:40 A. de la Forest de Divonne (PP) 40:45 | (1:1, 0:0, 1:0) | 19:22 (EQ) K. Późniewska | Widzów: 210 Sędzia główny: Radka Ruzickova Sędziowie liniowi: Stephanie Cole Amy Lack |
| Godzina: 20:30 | 10 min. kar                                                |                 | 10 min. kar              | Widzów: 210 Sędzia główny: Radka Ruzickova Sędziowie liniowi: Stephanie Cole Amy Lack |

| 14 kwietnia 2018 | Polska | 2:9 | Korea Południowa | Pala Hodegart, Asiago |

| Szczegóły      | Szczegóły                                       | Szczegóły       | Szczegóły | Szczegóły                                                                           |
| -------------- | ----------------------------------------------- | --------------- | --- | ----------------------------------------------------------------------------------- |
| Godzina: 13:30 | K. Wieczorek (EQ) 24:28 S. Łaskawska (EQ) 51:02 | (0:3, 1:3, 1:3) | 04:34 (PP) Griffin R. 12:25 (EQ) Park Y. 17:48 (EQ) Park Y. 31:02 (EQ) Cho M. H. 32:21 (EQ) Lee J. 38:48 (EQ) Park Y. 53:00 (EQ) Park Y. 54:52 (EQ) Lee J. 58:56 (EQ) Park J. | Widzów: 80 Sędzia główny: Radka Ruzickova Sędziowie liniowi: Mirjam Gruber Amy Lack |
| Godzina: 13:30 | 4 min. kar                                      |                 | 4 min. kar | Widzów: 80 Sędzia główny: Radka Ruzickova Sędziowie liniowi: Mirjam Gruber Amy Lack |

| 14 kwietnia 2018 | Kazachstan | 0:1 | Łotwa | Pala Hodegart, Asiago |

| Szczegóły      | Szczegóły  | Szczegóły       | Szczegóły            | Szczegóły                                                                                   |
| -------------- | ---------- | --------------- | -------------------- | ------------------------------------------------------------------------------------------- |
| Godzina: 17:00 |            | (0:0, 0:1, 0:0) | 27:26 (PP) S. Ozmena | Widzów: 90 Sędzia główny: Laura White Sędziowie liniowi: Magdalena Cerhitova Stephanie Cole |
| Godzina: 17:00 | 6 min. kar |                 | 29 min. kar          | Widzów: 90 Sędzia główny: Laura White Sędziowie liniowi: Magdalena Cerhitova Stephanie Cole |

| 14 kwietnia 2018 | Chiny | 0:1 | Włochy | Pala Hodegart, Asiago |

| Szczegóły      | Szczegóły   | Szczegóły       | Szczegóły              | Szczegóły                                                                                  |
| -------------- | ----------- | --------------- | ---------------------- | ------------------------------------------------------------------------------------------ |
| Godzina: 20:30 |             | (0:0, 0:1, 0:0) | 30:17 (PP) L. de Rocco | Widzów: 550 Sędzia główny: Vanessa C. Morin Sędziowie liniowi: Tanja Cadonau Kristin Moore |
| Godzina: 20:30 | 12 min. kar |                 | 4 min. kar             | Widzów: 550 Sędzia główny: Vanessa C. Morin Sędziowie liniowi: Tanja Cadonau Kristin Moore |

Tabela
| Lp. | Zespół           | M | Pkt | Z | Zd | Pd | P | G+ | G- | +/− |
| --- | ---------------- | - | --- | - | -- | -- | - | -- | -- | --- |
| 1.  | Włochy           | 5 | 12  | 4 | 0  | 0  | 1 | 14 | 6  | +8  |
| 2   | Korea Południowa | 5 | 11  | 3 | 1  | 0  | 1 | 20 | 8  | +12 |
| 3   | Łotwa            | 5 | 9   | 3 | 0  | 0  | 2 | 7  | 12 | -5  |
| 4   | Kazachstan       | 5 | 7   | 2 | 0  | 1  | 2 | 9  | 10 | -1  |
| 5   | Chiny            | 5 | 6   | 2 | 0  | 0  | 3 | 7  | 7  | 0   |
| 6   | Polska           | 5 | 0   | 0 | 0  | 0  | 5 | 7  | 21 | -14 |

    = awans do I dywizji grupy A     = utrzymanie w I dywizji grupy B
Statystyki indywidualne
- Klasyfikacja strzelców:  Park Yoon-jung
- Klasyfikacja asystentów:  Eleonora Dalpra
- Klasyfikacja kanadyjska:  Eleonora Dalpra
- Klasyfikacja +/-:  Han Soo Jin
- Klasyfikacja skuteczności interwencji bramkarzy:  Giulia Mazzocchi
- Klasyfikacja średniej goli straconych na mecz bramkarzy:  Giulia Mazzocchi

Nagrody indywidualne
Dyrektoriat turnieju wybrał trójkę najlepszych zawodników na każdej pozycji:
- Bramkarz:  Giulia Mazzocchi
- Obrońca:  Nadia Mattivi
- Napastnik:  Park Jongah